# AIDC F-CK-1 Ching-kuo
AIDC F-CK-1 Ching-kuo (經國號戰機) je tajvanski dvomotorni večnamenski lovec. Prvič je poletel 28. maja 1989, v uporabo je vstopil leta 1994. Do leta 1999 so Tajvanskim letalskim silam dobavili vseh 130 letal, ki so tudi edini uporabnik letala. Lovec je poimenovan po tajvanskem predsedniku Chiang Ching-kuu.
Tajvan je začel s programom IDF (Indigenous Defense Fighter - "domači obrambni lovec"), ker jim ZDA zaradi kitajskega pritiska niso hotele prodati lovcev Northrop F-20 Tigershark in General Dynamics F-16 Fighting Falconov. Lovca je razvilo podjetje Aerospace Industrial Development Corporation (AIDC) s pomočjo ameriških inženirjev. Poganja ga turboventilatorski motor z dodatnim zgorevanjem Honeywell/ITEC F124 (vojaška verzija motorja Honeywell TFE731). F-CK-1 lahko doseže hitrost okrog Mach 1,2. 

## Specifikacije (F-CK-1A)
Podatki iz GlobalSecurity.org Milavia, TaiwanAirPower.org
Splošne značilnosti
- Posadka: 1
- Dolžina: 14,48 m (47 ft 6 in)
- Razpon kril: 9 m (29 ft 6 in)
- Višina: 4,42 m (14 ft 6 in)
- Površina kril: 24,2 m2 (260 sq ft)
- Teža praznega letala: 6.500 kg (14.330 lb)
- Bruto teža: 9.072 kg (20.000 lb)
- Maks. vzletna teža: 20.000 kg (44.092 lb)
- Pogon letala: 2 × Honeywell/ITEC F125-70 Turbofan, 27 kN (6.100 lbf) potisk motorjev  vsak suh potisk, 42,1 kN (9.460 lbf) z dodatnim zgorevanjem

Zmogljivost
- Maks. hitrost: 1.275 km/h (792 mph; 688 kn)
- Maks. hitrost: Mach 1,2
- Doseg: 1.100 km (684 mi; 594 nmi)
- Višina leta: 16.800 m (55.118 ft)
- Razmerje potisk/teža: 1,01 lbf/lb

Oborožitev

- Strelno orožje: 1× 20 mm (0.787 in) M61 Vulcan šestcevni gatlingov top
- Izstrelki: 

  - 4× Sky Sword I
  - 4× Sky Sword II
- Bombe: 

  - Wan Chien GPS vodena kasetna bomba

Letalska elektronika

- Radar: 1× GD-53 X-band pulzno doplerjev